# Nyilas Atilla
Nyilas Atilla (Budapest, 1965. november 9.) magyar költő, szerkesztő és nevelőtanár.

## Élete
Budapesten született és él, kilenc kötete jelent meg. A Bruthalia Alkotókör tagja volt. Versei jelentek meg többek között a Műútban, az Élet és Irodalomban, a Holmiban, az Alföldben, a Kortársban, a 2000-ben, a Vigiliában, az Új Emberben, az Új Forrásban, a Tiszatájban és a Parnasszusban. Jelenleg az ELTE Apáczai Csere János Gyakorló Gimnázium Kollégiumában lát el nevelőtanári feladatokat.

## Kötetei, önálló kiadványai
- Részesülés, Argumentum Kiadó, Budapest, 1996
- Holtjáték, AB-ART Kiadó, Pozsony, 2001
- De én, Parnasszus Könyvek, Budapest, 2003
- A látó, Regiszter Kiadó, Budapest, 2004
- Item, Parnasszus Könyvek, Budapest, 2005
- Ráolvasások könyve, Felsőmagyarország Kiadó, Miskolc, 2005
- sugar(free), Szoba Kiadó, Miskolc, 2006
- Az Egynek álmai. Álmoskönyv, Szoba Kiadó, Miskolc, 2008
- Egynyári jegyzetek. 2006–2008, Napkút Kiadó, Budapest, 2010 (Káva Téka. Napút-füzetek, 42)
- Szerelemgyermek. Családregény, Szoba Kiadó, Miskolc, 2010
- Egynyári jegyzetek (2011), Szépmesterségek Alapítvány, Miskolc, 2011 (Dűlő [a Műút digitális melléklete] 2011004)

## Szerkesztői munka
- Zemlényi Attila: Piros Arany, Seneca Kiadó, Budapest, 1999
- Turányi Tamás: Édesgyökér, Aesculart, helymegjelölés és évszám nélkül (Budapest, 2001)
- Nagy Atilla Kristóf: A fájdalom felszíne — válogatott és hátrahagyott írások —, Abakusz Könyvek, helymegjelölés nélkül, 2002
- Dukay Nagy Ádám: Hosszú eltáv, Parnasszus Könyvek – FISZ, Budapest, 2002
- Zemlényi Attila: Rodeó, AB-ART, helymegjelölés nélkül, 2003
- Béki István: Bonctan, Hanga – MissionArt Galéria, Budapest, 2003
- Turányi Tamás: Kerek Szeptember, József Attila Kör, Budapest, 2006
- Turányi Tamás: Benzinkút, Szoba Kiadó, Miskolc, 2008
- Szili József: Verskazal, Argumentum Kiadó, helymegjelölés nélkül, 2011
- Málik Roland: Báb. Egybegyűjtött versek, Műút-könyvek, Miskolc, 2012
- Málik Roland: A fehér út. Egybegyűjtött próza, Műút-könyvek, Miskolc, 2013
- Szombath Rozália: Földszemű, AB-ART Kiadó, Pozsony, 2014
- Dukay Nagy Ádám: Titokbhakta, TIT Kossuth Klub – L'Harmattan Kiadó – Könyvpont Kiadó, Budapest, 2015
- Szuzuki Daiszecu Teitaró: Bevezetés a zen buddhizmusba, fordította: Agócs Tamás, a fordítást az eredetivel egybevetette Molnár Zoltán, magyar nyelvi lektor: Nyilas Attila [Nyilas Atilla], Polaris, 2019
- Szili József: Zenétlen zene, Balassi Kiadó, Budapest, 2019

## Díjak, ösztöndíjak
- Mikszáth-pályázat, 2. díj (2004)[3]
- Fehér Klára-díj (2005)[4]
- MAOE-ösztöndíj (2008)[3]
- „Hadarva írok — sms történetek” pályázat, (megosztott) 1. díj (2009)[5]
- NKA-ösztöndíj (2014)[6]

## Vonatkozó irodalom
- Dobos Marianne: Nyilas Atilla: Részesülés, Új Holnap, 1996. november
- Zemlényi Attila: Részrehajlás, Észak-Magyarország, 1997. március 22. = Magyar Napló, 1997. november
- Székelyhidi Zsolt: Ülés, Észak-Magyarország, 1997. március 22.
- Fecske Csaba: Része sül és részesül, Észak-Magyarország, 1997. március 22.
- Kabai Zoltán: Tűz. Piros., Észak-Magyarország, 1997. március 22.
- Szili József: Nyilas Atilla: Részesülés, Alföld, 1997. december
- Domonkosi Ágnes: Gondolatok a képszerűség kifejezőeszközeinek tanításáról, Magyartanítás, 1998. május–augusztus
- Béki István: Repetitív eszmélet, Parnasszus, 1999. nyár
- Vass Tibor: Töredékek négy észrevételre, in ugyanő: Hamismás, Orpheusz Kiadó, Budapest, 2000
- Holndonner Hajnal: Egy gyilkosság anatómiája. Utójegyzet egy vers értelmezéséhez, Új Forrás, 2001. február
- Tandori Dezső: Megérkezések és várakozások, Palócföld, 2002. szeptember–október
- Szakolczay Lajos: A csönd metafizikája, Magyar Napló, 2003. január
- k.kabai lóránt: „Ez a barátság ment meg engem”, Új Holnap, 2003. tavasz
- Tandori Dezső: Ők költők költők költők költők költők költ, Új Könyvpiac, 2003. július – augusztus
- k.kabai lóránt: „Így hát én is magamról fogok”, Palócföld, 2003. november – december
- Fecske Csaba: Mutatvány és szertartás, Új Holnap, 2003. tél
- Dukay Nagy Ádám: Nyilas Atilla: De én, Szépirodalmi Figyelő, 2004/2.
- Pálfi Ágnes: Nyílt levél a költészetről (Nyilas Atilla verseiről I.), PoLíSz, 2004. december – 2005. január
- Bodrogi Csongor: Vallásos beszélgetések (Nyilas Atilla verseiről II.), PoLíSz, 2004. december – 2005. január
- Pienták Attila: Léc fölött, Lyukasóra, 2005. július
- Király Levente: Nyilas Atilla: Item, Élet és Irodalom, 2006. június 2. (Ex libris)
- Bodrogi Csongor: Szövegközti piramisok. Nyilas Atilla: Item, Új Forrás, 2006. június
- Nagy Csilla–Fábián Berta: Ketten, két könyvről, Új Holnap, 2006/4.
- Antal Balázs: Olvass rá!, Székelyföld, 2007. január
- Kemény István: Ikerkönyvek, ikeridézettel, Litera, 2007. február 25.
- Tatár Balázs János: Így szabad, Spanyolnátha, 2007. nyár
- Pienták Attila: Három verseskönyv (Egy rock&roll születése), Forrás, 2007. október
- Ughy Szabina: „Az álom fekete lyuk”, Prae.hu, 2008. július 18.
- Szegő János: Álmában is gondolja. Nyilas Atilla: Az Egynek álmai — Álmoskönyv, Magyar Narancs, 2008. szeptember 25.
- Nagy Csilla: Sorok ébredés ellen, Palócföld, 2008/5–6.
- Ayhan Gökhan: Nyilas Atilla: Az Egynek álmai, Élet és Irodalom, 2009. augusztus 28. (Ex libris)
- Györe Balázs: [Az Egynek álmai bemutatójára], Új Forrás, 2009. október
- Antal Balázs: Álomenciklopédia, Székelyföld, 2009. december
- Lackfi János: Szószag, in Aranysityak. Friss gyerekversek, szerkesztette ugyanő, Csodaceruza Kiadó, Budapest, 2010
- Elmy József: Variációs formákból költői nyelvezet, Palócföld, 2011/5–6.
- Zsille Gábor: Nyilas Atilla egyetlen nyarai, Új Ember, 2011. augusztus 7.
- Antal Balázs: Melyik szót nem érted? (Málik Roland: Báb), Alföld, 2012. szeptember
- Turányi Tamás: Elforgatott gyalogutak, avagy motívumok tündéri láncolata. Néhány gondolat Nyilas Atilla verstételeiről, Prae.hu, 2013. február 27.
- Bodrogi Csongor: A nyelv lejegyzése. Nyilas Atilla „Egynyári jegyzetei" elé, Műút portál, 2013. október 8.
- Csehy Zoltán: Akhilleusz és Patroklosz, in ugyanő: Szodoma és környéke. Homoszocialitás, barátságerotika és queer irányulások a magyar költészetben, Kalligram, Pozsony, 2014
- Szili József: Nyilas Atilla Az ékesszólásról című önéletrajzi nagy töredéke, Műút 2015053
- Dukay Nagy Ádám: Élő-pontszám, Műút 2015053
- Horváth Benji: Bruthalia blues, Műút 2015053
- Bodrogi Csongor: Egy verses önéletrajz alakulása. Nyilas Atilla Az ékesszólásról c. költői munkájáról, PoLíSz online, 2015. augusztus 5.
- Bodrogi Csongor: Születésnapi elmélkedés egy korszerűtlen emberről, Műút portál, 2015. november 23.
- Kemény István: Pohárköszöntő Nyilas Atilla ötvenedik születésnapjára, in Szép versek. 2016, összeállította Szegő János, Magvető, Budapest, 2016
- Szenderák Bence: Egy másik cím. 2017. július 5. — Műút Szöveggyár, Litera, 2017. július 5.
- kabai lóránt: kezdeni, Műút, 2018066
- Szili József: Nőmnek, Idegen, Az az arc az a fény, in ugyanő: Zenétlen zene, Balassi Kiadó, Budapest, 2019
- Csöncsön: "Gyökeret csapoltam". Beszélgetés Nyilas Atillával. Karakter, 2020. május 1.